# مي منخفض كبير

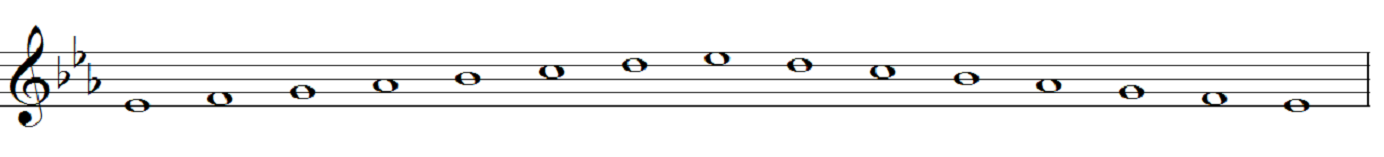
سلم مي منخفض كبير صعوداً وهبوطاً

مي منخفض كبير (E-flat major) هو سلم موسيقي كبير يتألف من الدرجات الموسيقية مي المنخفضة ♭E، فا F، صول G، لا المنخفضة ♭A، سي المنخفضة ♭B، دو C، ري D، وينتهي بمفتاح مي المنخفضة ♭E، وذلك على الترتيب التالي من اليسار إلى اليمين:
♭E♭, F, G, A♭, B♭, C, D, E
يحوي سلم مي منخفض الكبير على ثلاث إشارات خفض، واحدة على المي وواحدة على اللا وواحدة على السي.
إن المفتاح الموسيقي القريب له على السلم الصغير هو دو صغير، أما المفتاح الموسيقى الموازي فهو مي منخفض صغير.